# Koročun
Karačun, Koročun o Kračún è una festa slava simile ad Halloween. Era comunemente creduta il giorno nel quale il Dio nero e altri spiriti del male erano più potenti. Veniva celebrato dagli Slavi pagani nella notte più lunga dell'anno, il 21 dicembre (o 22, giorno del solstizio d'inverno.
In questa notte, Hors, simboleggiante il sole vecchio, rimpiccioliva man mano che i giorni si accorciavano nell'emisfero settentrionale e moriva il giorno del solstizio d'inverno, sconfitto dalle potenze oscure e malefiche del Dio nero. Il 23 dicembre Hors resuscitava e diventava il nuovo sole, Koleda.
Karachun era contrapposta alla festa di Ivan Kupala, che si teneva il giorno del solstizio d'estate.
Molti studiosi hanno fatto derivare questa parola dal rumeno сrăсiún che sta a significare Natale, ma un manoscritto recentemente rinvenuto a Novgorod indica l'origine slava come più probabile. Max Vasmer, invece, ha fatto discendere il termine dal proto slavo "andare avanti". In questo caso, Karačun può essere tradotto come "il giorno che mette in connessione l'anno vecchio con quello nuovo". 
Gli studiosi moderni tendono ad associare questa ricorrenza con il culto degli antenati. In quei giorni gli slavi occidentali appiccavano fuochi nei cimiteri per tenere caldi i loro cari e organizzavano cene in onore dei morti in maniera tale che essi non soffrissero di fame. Venivano anche lasciati ceppi di legno agli incroci delle strade.
In alcune lingue slave, la parola viene usata per definire una morte inaspettata di un ragazzo giovane e lo spirito del male che rende la vita più corta.
Stranamente l'ungherese (lingua non slava) prese in prestito questo termine dai suoi vicini, e oggi "Karácsony" significa semplicemente natale. È degno di nota il fatto che la parola non ha mai avuto il significato originale attribuitogli dagli Slavi, in quanto gli ungheresi hanno una mitologia propria di ceppo non indoeuropeo.